# Canoas (Costa Rica)
Canoas es un distrito del cantón de Corredores, en la provincia de Puntarenas, de Costa Rica. Forma parte de la ciudad internacional fronteriza de Paso Canoas, junto con la localidad del mismo nombre del corregimiento de Progreso, del distrito de Barú, en la provincia de Chiriquí de Panamá.

## Historia
Canoas fue creado el 19 de octubre de 1973 por medio de Ley 5373. Segregado del cantón de Golfito.

## Geografía
Canoas cuenta con un área de 122,02 km² y una altitud media de 128 m s. n. m.

## Demografía
Para el año 2022, Canoas cuenta con una población estimada de 14 432 habitantes, y para el último censo efectuado, en 2011, Canoas contaba con una población de 11 527 habitantes.

## Localidades
- Barrios: Lotes (San Jorge).
- Poblados: Altos del Brujo, Bajo Brujo, Bajo, Barrionuevo, Canoas Abajo (parte), Canoas Arriba, Cañaza, Cerro Brujo, Colorado, Chiva, Darizara, Gloria, Guay, Guayabal, Mariposa, Níspero, Palma, Paso Canoas, San Antonio, San Isidro, San Martín, San Miguel, Santa Marta (parte), Veguitas de Colorado, Veracruz, Villas de Darizara.

## Transporte

### Carreteras
Al distrito lo atraviesan las siguientes rutas nacionales de carretera:
- Ruta nacional 2
- Ruta nacional 238
- Ruta nacional 614